# Языки сапаро
Сапарские языки (языки сапаро) — малочисленная семья южноамериканских языков, распространённых в Перу и Эквадоре. Общее число носителей — менее 700 человек.

## Состав
Сапарская семья включает 6 языков:
- Сапаро (сапара, каяпве, каяпви); диалекты: сапаро и конамбо
- Арабела (чирипуно, чирипуну)
- Андоа (шимигаэ, семигаэ, гайе, гаэ)
- Аушири (не следует путать с языком уаорани, который также известен как аушири)
- Икито (акеноини, икита, амакакоре, амакоре, китурран, пука-ума)
- Кауарано

Языки андоа и аушири в настоящее время исчезли, прочие находятся под угрозой исчезновения.

## Генетические связи
Пейн (Payne, 1984) и Кауфман (Kaufman, 1994) предполагают родство с ягуанскими языками, объединяя их в макросемью сапаро-ягуа, в противоположность классификации Гринберга (Greenberg, 1987).
Сводеш (Swadesh, 1954) также объединяет семью сапаро с семьёй ягуанских языков в макросемью сапаро-пеба.
Гринберг (Greenberg, 1987) объединяет языки сапаро с семьёй кауапанских языков (en:Cahuapanan) в макросемью кауапана-сапаро, которую, в свою очередь, помещает в макросемью андских языков. Большинство исторических лингвистов категорически отвергают данную гипотезу.
Кауфман (Kaufman, 1994) отмечает, что Товар (Tovar, 1984) включает неклассифицированный язык тауширо в языки сапаро, следуя мнению SSILA.
Старк (Stark, 1985) включает исчезнувший язык омурано в языки сапаро. С ним согласен Гордон (Gordon, 2005).